# Miguel Pallardó
Miguel Pallardó González, conocido deportivamente como Pallardó (Alacuás, Valencia, España, 5 de septiembre de 1986), es un futbolista español que juega de centrocampista en el Real Murcia CF de la Segunda división B Grupo IV.

## Biografía
Pallardó es un centrocampista defensivo formado en la cantera del Valencia CF. Su debut en la Liga se produjo de forma testimonial el 15 de mayo de 2005 en el entonces conocido como estadio Olímpico Lluís Companys la antepenúltima jornada de la temporada 2004/05, en la que únicamente disputó diez minutos. El resultado fue 2-2 y el entrenador que le hizo debutar fue Antonio López. Después regresó la temporada 2005/06 a la plantilla del Valencia Mestalla, haciendo las pretemporadas del primer equipo.
Debido al buen rendimiento ofrecido, el técnico valencianista Quique Sánchez Flores decidió apostar por él como sustituto del lesionado David Albelda, y disputó bastantes minutos con el Valencia CF debido a las múltiples bajas del conjunto valenciano durante la temporada 2006/07.
En la temporada 2007/08 fue fichado por el Getafe CF, dirigido por el técnico Michael Laudrup.
Tras su paso por tierras madrileñas fue cedido en la 2008/09 al Levante UD de la Segunda División de España. Fue pieza clave del equipo en el ascenso a Primera División en la temporada 2009/10 con el técnico Luis García Plaza. El equipo mantiene la categoría la siguiente temporada, y el Levante UD finalmente decidió en 2011 fichar al jugador por 300.000 euros. Logra hacerse incluso con la capitanía del equipo. En la campaña 2011/12 participa en el mejor año en la historia del Levante UD, logrando la clasificación para la Europa League. Participó en la ronda previa de la Europa League frente al Motherwell FC y tres partidos de la fase de grupos, pero el futbolista no contó para nada en los planes del técnico Juan Ignacio Martínez y se decidió su cesión en el mercado de invierno a la UD Almería de la Segunda División. Regresó al Levante UD y siguió sin contar para el técnico Joaquín Caparrós en la temporada 2013/14, su último año de contrato con el equipo granota.
Ya sin equipo, estuvo a prueba en el FC Sochaux francés, pero finalmente el 11 de septiembre de 2014 ficha por el Heart of Midlothian FC de la Scottish Championship.

## Selección nacional
Ha sido internacional con la Selección nacional de fútbol de España sub-21 e internacional sub-17.
Ha sido Subcampeón del Mundo con la selección española Sub-17 en Finlandia 2003.

## Clubes
| Club              | País    | Temporada | Categoría   | Partidos | Goles |
| ----------------- | ------- | --------- | ----------- | -------- | ----- |
| Valencia CF       | España  | 2004–2005 | Primera     | 1        | 0     |
| Valencia CF       | España  | 2005–2006 | Primera     | 0        | 0     |
| Valencia CF       | España  | 2006–2007 | Primera     | 10       | 0     |
| Valencia Mestalla | España  | 2006–2007 | Segunda B   | 17       | 0     |
| Getafe CF         | España  | 2007–2008 | Primera     | 14       | 0     |
| Levante UD        | España  | 2008–2009 | Segunda A   | 24       | 1     |
| Levante UD        | España  | 2009–2010 | Segunda A   | 35       | 1     |
| Levante UD        | España  | 2010–2011 | Primera     | 27       | 0     |
| Levante UD        | España  | 2011–2012 | Primera     | 8        | 0     |
| Levante UD        | España  | 2012–2013 | Primera     | 5        | 0     |
| UD Almería        | España  | 2012–2013 | Segunda A   | 10       | 0     |
| Levante UD        | España  | 2013–2014 | Primera     | 3        | 0     |
| Hearts            | Escocia | 2014–2015 | Premiership | 23       | 1     |
| Hearts            | Escocia | 2015–2016 | Premiership | 16       | 0     |
| V-Varen Nagasaki  | Japón   | 2017      | J2 League   | 4        | 0     |
| Real Murcia       | España  | 2017–2018 | Segunda B   | 5        | 0     |